# Port lotniczy Cicia
Port lotniczy Cicia (IATA: ICI, ICAO: NFCI) – port lotniczy położony na wyspie Cicia, należącej do Fidżi.